# Luke Saville

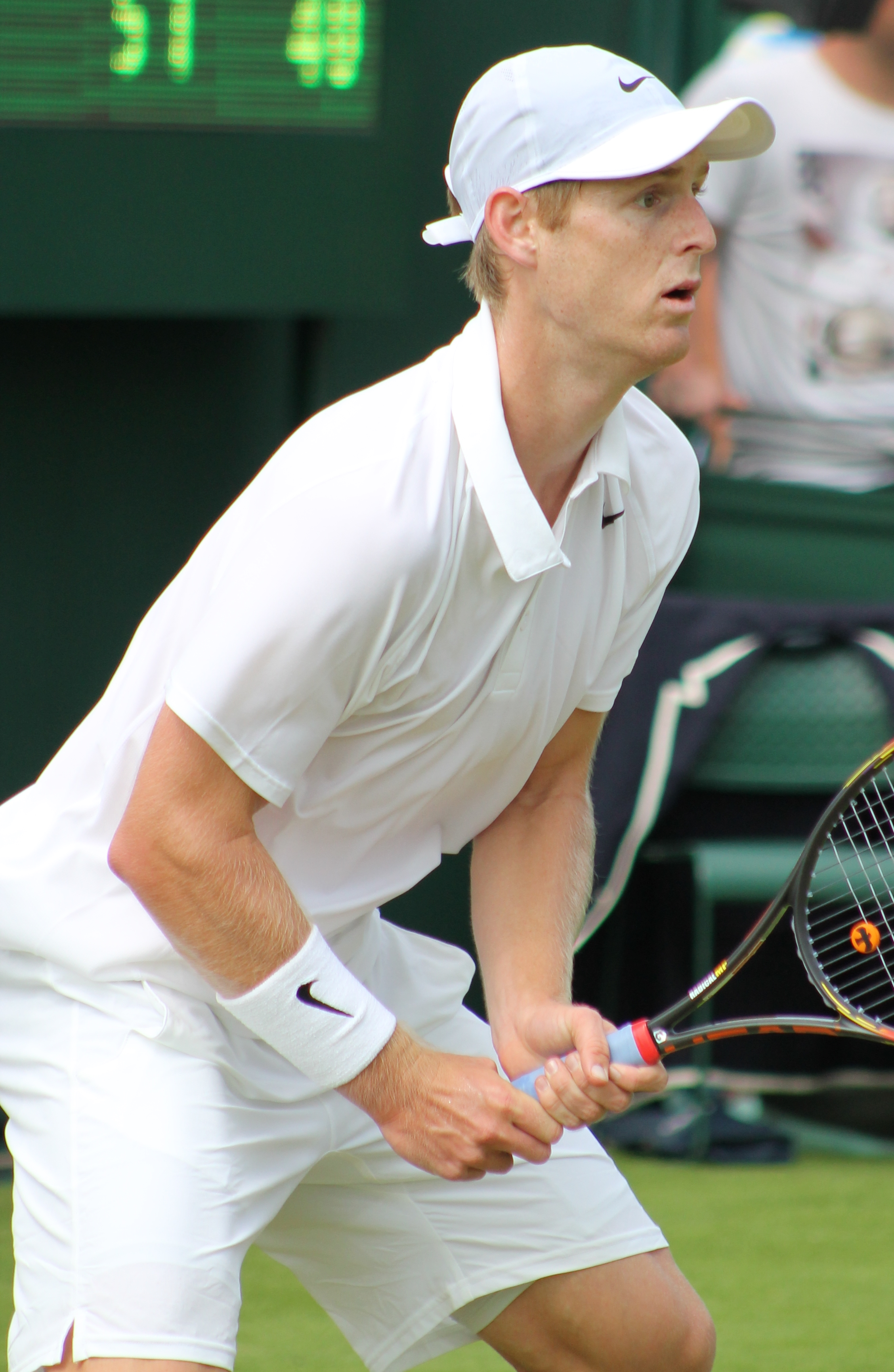
Luke Saville 2014

Luke Saville (Berri, 1º de Fevereiro de 1994) é um tenista profissional australiano que já foi N° 1 do mundo no ranking juvenil. Ele ganhou o Torneio de Wimbledon 2011 e o Open da Austrália de 2012 juvenis.